# Daneš
Pogostost priimka Daneš je bila po podatkih Statističnega urada Republike Slovenije na dan 1. januarja 2010 manjša kot 5 oseb. 

## Znani slovenski nosilci priimka
- Josip Daneš (1883—1954), igralec

## Znani tuji nosilci priimka
- František Daneš (*1919), češki jezikoslovec
- Jiři Daneš (1880—1928), češki geograf
- Ladislav Daneš (*1924), češki dranmaturg in režiser